# Castigaleu
Castigaleu – gmina w Hiszpanii, w prowincji Huesca, w Aragonii, o powierzchni 26,53 km². W 2011 roku gmina liczyła 104 mieszkańców.